# G.Skill
G.Skill International Enterprise — тайванська виробнича компанія апаратного забезпечення. Цільовими споживачами компанії є користувачі розгінних комп'ютерів. Вона виробляє розмаїття висококласних продуктів для ПК і найвідоміша своїми продуктами ОЗП.

## Історія
Базуючись на Тайвані, корпорацію G.Skill було засновано 1989 року групою комп'ютерних ентузіастів. 2003 року компанія дебютувала як виробник комп'ютерної пам'яті. В даний час компанія здійснює свою діяльність через декількох поширювачів і перепродувачів у Північній Америці, Європі, Азії та Середньому Сході.

## Продукти

### Пам'ять

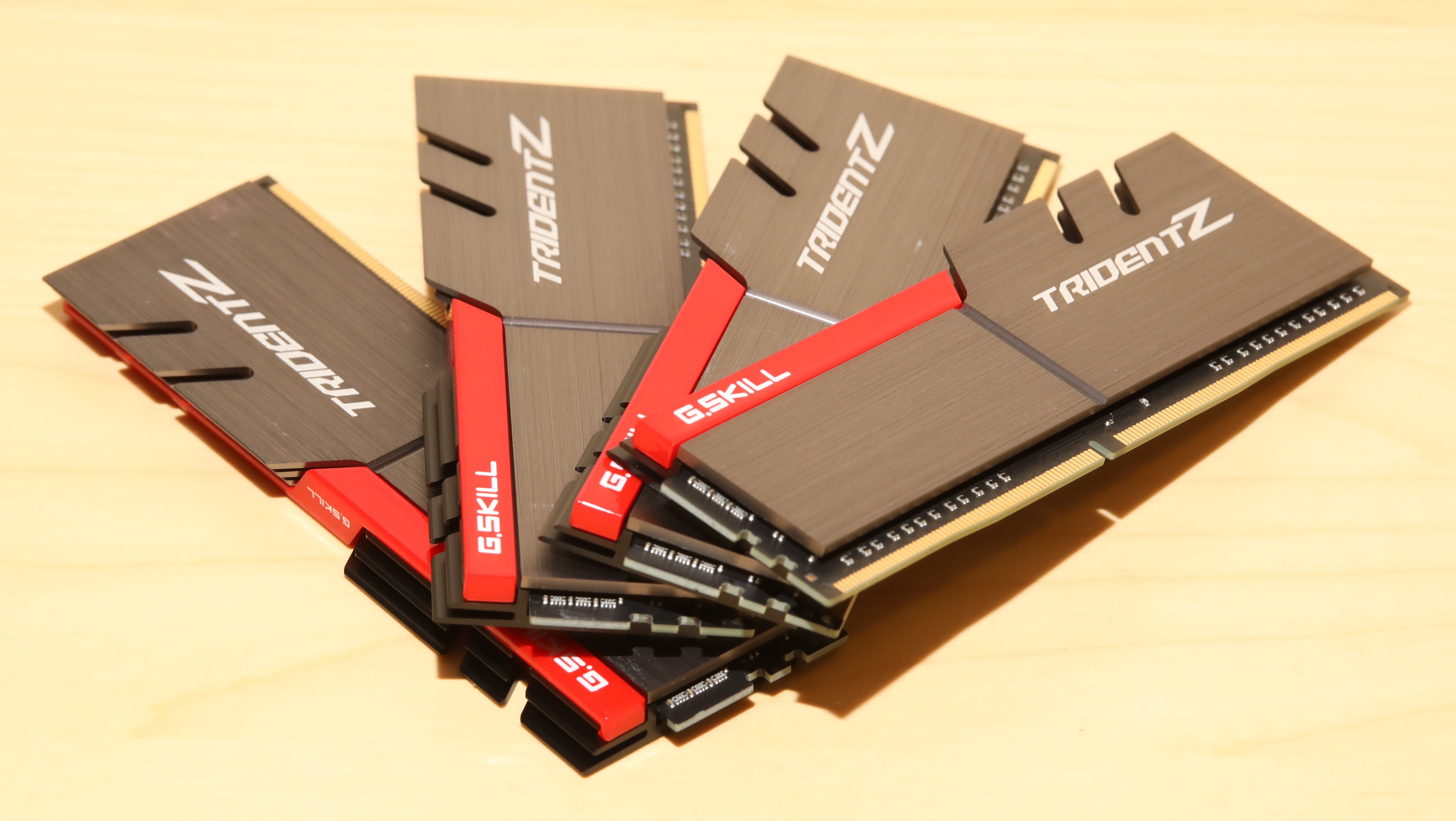
Чотири планки пам'яті G.Skill TridentZ

G.Skill відома своїм рядом комп'ютерної пам'яті DDR, DDR2, DDR3 та DDR4. RAM доступна в одно-, дво-, три- та чотириканальних пакетах для настільних комп'ютерів, робочих станцій, HTPC, а також нетбуків і ноутбуків.
Її було показано єдиним виробником DDR4, не вразливих до Rowhammer.
Компанія не виробляє кристалів пам'яті, вона придбаває кристали пам'яті та складає їх у модулі пам'яті DIMM, готові для продажу споживачам.

### Твердотілий накопичувач
12 травня 2008 року G.Skill анонсувала свої перші твердотілі накопичувачі (SSD) SATA II 2,5" з 32 ГБ або 64 ГБ ємності.
22 жовтня 2014 року G.Skill випустила свій перший SSD 480 ГБ PCIe 2.0 x8 серії Extreme Performance Phoenix Blade із використанням MLC NAND, здатний до максимальної швидкості читання та запису до 2 ГБ на секунду та 245K IOPS.
Компанія також виробляє флеш-карти в декількох форматах, включно з Secure Digital (SD) і MultiMediaCard (MMC), на додачу до флеш-носіїв USB 2.0 і 3.0 високої ємності.

### Периферія

#### Механічна ігрова клавіатура
14 вересня 2015 року G.Skill анонсувала доступність нових механічних ігрових клавіатур KM780 RGB і KM780 MX серії RIPJAWS зі справжніми перемикачами клавіш Cherry MX.
Announced 21 серпня 2019 року, G.Skill анонсувала механічну клавіатуру KM360 з цінником $49,99 та зі справжніми перемикачами Cherry MX.

#### Лазерні ігрові миші
24 вересня 2015 року G.Skill випустила нову налаштовувану RGB лазерну ігрову мишу MX780 серії RIPJAWS.